# Institut d'études théologiques
L'Institut d'études théologiques est une université fondée en 1968, initialement destinée à former les futurs prêtres de la Compagnie de Jésus en Belgique.

## Histoire
Dans le sillage du concile Vatican II, l'enseignement de la théologie fut si profondément modifié que plusieurs professeurs, emmenés le jésuite Albert Chapelle, décidèrent de fonder un nouvel institut consacré à la théologie. Celui-ci ouvrit ses portes en 1968 à Louvain, et déménagea ensuite à Bruxelles en 1972.  L’approche de la formation théologique y était résolument moderne et inspirée de Vatican II : centralité de l’Écriture sainte, fondation théologale de la théologie (expérience de la foi), dimension sacerdotale du peuple de Dieu, insertion pastorale de la formation, ouverture aux laïcs et présence des femmes, dimension communautaire de la vie chrétienne, etc. Pour une plus grande liberté dans son programme de formation l’institut renonce même à donner des grades académiques. Il redeviendra "Faculté de théologie" en 1997. Jusqu’en 1976 Albert Chapelle est président de cet institut dont il reste, par après, l’active inspiration.
En 2017, l'Institut d’études théologiques annonce la suspension de sa faculté ecclésiastique et la réorientation de son enseignement à destination des laïcs. Depuis septembre 2019, un nouveau centre d'enseignement occupe les locaux de l'Institut d'études théologiques, le Forum Saint-Michel, dirigé par Bernard Pottier (jésuite) puis par Isabelle Gaspard.

### Présidents
- 1968-1976 : Albert Chapelle ;
- 1976-1982 : Daniel Dideberg[3] ;
- 1982-1988 : Paul Lebeau (jésuite) ;
- 1988-2004 : René Lafontaine ;
- 2006-2012 : Bernard Pottier (jésuite) ;
- 2012-2019 : Thierry Lievens.